# Буссардели
«Буссардели» (фр. Les Boussardel) — французский мини-сериал режиссёров Рене Люко и Пьера Кардиналя, основанный на цикле романов Филиппа Эриа о семье Буссардель. Премьера сериала состоялась 5 октября 1972 года на телеканале ORTF Télévision 2, финальная серия была показана 3 ноября того же года.  Действие сериала происходит с 1815 по 1958 год.

## В ролях
Имена персонажей переданы в соответствии с русским переводом романов Филиппа Эриа («Семья Буссардель» — Наталия Немчинова, остальные романы — Надежда Жаркова и Борис Песис).
| Актёр            | Роль                     |
| ---------------- | ------------------------ |
| Лиз Деламар      | Эмма Буссардель          |
| Николь Курсель   | Агнесса Буссардель       |
| Жанин Криспен    | тётя Луиза               |
| Александр Риньо  | дядя Александр           |
| Франсуа Далу     | Флоран Буссардель        |
| Майя Симон       | Аделина Буссардель       |
| Даниэль Сарки    | Фердинанд Буссардель     |
| Андре Дюссолье   | Луи Буссардель           |
| Жаклин Мореско   | Мари Буссардель          |
| Рауль Кюре       | Теодор Буссардель        |
| Филипп Гоге      | Ксавье Буссардель        |
| Даниэль Вламинк  | Жюли Буссардель          |
| Катрин Вишнякофф | Лидия Буссардель         |
| Моник Белуар     | Амели Буссардель         |
| Арлетт Жильбер   | Рамело                   |
| Катрин Ферран    | Теодорина                |
| Натали Нерваль   | Мано                     |
| Жан Ружери       | Казелли                  |
| Луи Лионне       | Альбаре                  |
| Доминик Бернар   | Мориссон                 |
| Кристин Симон    | Клеманс                  |
| Рене Булок       | Феликс                   |
| Мариус Лорей     | аббат Грар               |
| Мари-Пьер Казей  | Жозефа Браншу            |
| Анник Фужери     | Батистина                |
| Николь Вервиль   | мадам Клапье             |
| Ивон Саррай      | месье Клапье             |
| Жаклин Дюфранн   | мадам Миньон             |
| Марк Файолль     | месье Россиньоль         |
| Жан Лепаж        | Поттье                   |
| Анри Пуарье      | Миньон                   |
| Ги Марли         | Манген                   |
| Жерар Журд       | Викторен Буссардель      |
| Жиль Беа         | Эдгар Буссардель         |
| Жан-Франсуа Гийе | Амори Буссардель         |
| Сильвен Шарле    | Аглая                    |
| Мария Лабори     | Лора                     |
| Жюлия Данкур     | мадам Овиз               |
| Себастьен Флош   | месье Пеш                |
| Франсис Перрен   | Дюбо                     |
| Мартин Дериш     | тётушка Патрико          |
| Люс Фарель       | Лионетта Клапье          |
| Марианик Ревийон | Каролина                 |
| Жан-Луи Роллан   | Норман Кэллог            |
| Даниэль Круази   | Ирма                     |
| Брижитт Руан     | Анна-Мари Мортье         |
| Жак Кутюрье      | доктор Освальд           |
| Мадлен Каллержи  | мадемуазель Бюри сиделка |
| Тони Гатлиф      | цыган                    |
| Эрик д'Орлоф     | Бернар                   |
| Роже Пиго        | Поль                     |
| Ришар Фонтана    | Жюстен Пейроль           |
| Софи Леклер      | Жанна-Поль               |
| Мартин Шопи      | Жанна-Симон              |
| Франс Сабр       | Элен-Валентин            |
| Кристин Лоран    | Жильберта Буссардель     |
| Аньес Дерош      | Николь                   |
| Лия Вебер        | мадам Сиксу-Генц         |
| Доминик Дежорж   | Тельма Леон-Мартен       |

## Производство
Автор сценария — Франсуаз Дюмайе. В сериале снялись более 200 актёров.
Помимо Франции, в 1975 году сериал был показан в ФРГ под названием Die Boussardels. В немецкой версии он разделён на десять серий:
1. Решение (Die Entscheidung), премьера 15 февраля.
2. Брак и предприятие (Heirat und Geschäft), премьера 1 марта.
3. Дела (Affären), премьера 15 марта.
4. Признание (Das Geständnis), премьера 29 марта.
5. Чёрная овца (Schwarze Schafe), премьера 12 апреля.
6. Доведённый до смерти (In den Tod getrieben), премьера 26 апреля.
7. Война (Krieg), премьера 10 мая.
8. Наследники (Die Erben), премьера 24 мая.
9. Собственные пути (Eigene Wege), премьера 7 июня.
10. Конец традиции (Ende einer Tradition), премьера 21 июня.

В 2017 и 2018 году были выпущены комплекты DVD-дисков с записями сериала на французском языке.

## Список серий
| № | Название                                          | Литературный источник | Время действия |
| --- | ------------------------------------------------- | --------------------- | -------------- |
| 1 | La Bruyère du cap (с фр. — «Вереск зимующий»)     | «Семья Буссардель»    | 1815—1848      |
| Флоран Буссардель, овдовевший биржевой маклер, воспитывает четверых детей, в чём ему помогает доброжелательная соседка Рамело. Во время Реставрации он наживает значительное состояние, что позволяет его детям заключать удачные браки.                      |                                                   |                       |                |
| 2 | Les Noces de bronze (с фр. — «Бронзовая свадьба») | «Семья Буссардель»    | 1854—1914      |
| После смерти Флорана Буссарделя его семья, главой которой становится его невестка Амели, переезжает в поместье Берри в попытке сбежать от правительства Парижской коммуны. Муж Амели, Викторен, совершает аморальные поступки, от которых страдает вся семья. |                                                   |                       |                |
| 3 | Les Enfants gâtés (с фр. — «Испорченные дети»)    | «Испорченные дети»    | 1938—1941      |
| Агнесса Буссардель, внучка Амели и Викторена, возвращается во Францию из Соединённых Штатов, где познакомилась с архитектором Норманом Кэллогом. Будучи беременной от Нормана, Агнесса выходит замуж за своего кузена Ксавье.                                 |                                                   |                       |                |
| 4 | Les Grilles d'or (с фр. — «Золотая решётка»)      | «Золотая решётка»     | 1941—1947      |
| Во время Второй мировой войны Агнесса и её сын Рено приезжают в Париж, где снова сближаются с семьёй — вплоть до смерти тёти Эммы и открытия её завещания...                                                                                                  |                                                   |                       |                |
| 5 | Le Temps d'aimer (с фр. — «Время любить»)         | «Время любить»        | 1948—1958      |
| Агнесса, ставшая дизайнером, влюбляется в Жюстена Пейроля, друга Рено, и на этой почве её отношения с сыном портятся. |                                                   |                       |                |